# Максимилиансбрюке
Максимилиансбрюке (на немски: Maximiliansbrücke, „Мост на Максимилиан“) е мост над река Изар в Мюнхен.

## Местоположение
Мостът се намира в мюнхенския квартал Лехел (Lehel), на улица „Максимилиан“ и свързва центъра на града с Максимилианеума.
Западната част от моста („вътрешният мост на Максимилиан“) свързва западния бряг на Голям Изар с остров „Пратер“ (Praterinsel). Източната част от моста („външният мост на Максимилиан“) пресича Малкия Изар и каналът „Ауер Мюлбах“ (Auer Mühlbach).

## История
Мостът е изграден между 1857 и 1863 г. като продължение на улица „Максимилиан“ до Максимилианеума по план на Арнолд Ценети (Arnold Zenetti). Като спестовна мярка двете части на моста първоначално имат ширина от 13 m, въпреки че улица „Максимилиан“ е широка 23 m. Поради увеличаващия се трафик мостът на вътрешния Изар е разширен, а над външния Изар е построен на ново през 1903–1905 г. През 1989 г. мостът е саниран. Наречен е на Максимилиан II и е защитен паметник.

## Галерия
- Вътрешен мост на Максимилиан
- Външен мост на Максимилиан
- Статуя на Атина
- Външен мост на Максимилиан преди построяването му на ново през 1904/05

|  | Тази страница частично или изцяло представлява превод на страницата Maximiliansbrücke в Уикипедия на немски. Оригиналният текст, както и този превод, са защитени от Лиценза „Криейтив Комънс – Признание – Споделяне на споделеното“, а за съдържание, създадено преди юни 2009 година – от Лиценза за свободна документация на ГНУ. Прегледайте историята на редакциите на оригиналната страница, както и на преводната страница, за да видите списъка на съавторите. ВАЖНО: Този шаблон се отнася единствено до авторските права върху съдържанието на статията. Добавянето му не отменя изискването да се посочват конкретни източници на твърденията, които да бъдат благонадеждни. |